# Rejestry (weterynaria)
Rejestry, lejki zęba (infundibuli dentis) - u konia wgłębienia w szkliwie na tnącej powierzchni (powierzchnia zwarcia) siekaczy. Rejestry ścierają się podczas życia konia i pozwalają fachowcom ocenić jego wiek.
Na zębach mlecznych średniakach (dwójkach) rejestry znikają w wieku półtora roku, a na okrajkach (trójkach) w wieku dwóch lat.
Na zębach stałych (które powstają w wieku ok. 2,5 roku) żuchwy rejestry znikają w wieku 6 lat z cęg (jedynek), rok później ze średniaków a w wieku 8 lat z okrajek. Na zębach szczęki znikają wolniej, z cęg po 9, ze średniaków po 10, a z okrajek po 11 latach. W łuku górnym mają początkowo 12–14 mm głębokość, a w dolnym 6–7 mm. Pozostaje po nich gwiazda zębowa (stella dentis) .